# Burgstall Kirchberg (Dingelstädt)
Die Burg Kirchberg ist eine abgegangene mittelalterliche Burg in Dingelstädt im Landkreis Eichsfeld in Thüringen.

## Lage
Die ehemalige Höhenburganlage befindet sich auf einen flachen Bergvorsprung, dem Kerbschen Berg, westlich von Dingelstädt an der Gemarkungsgrenze zu Kefferhausen. Die heutige Kreisstraße K220 führt von Dingelstädt nach Kefferhausen führt unmittelbar südlich vorbei.

## Geschichte
Die Geschichte der Ortslage geht zurück bis in die frühgeschichtliche Zeit, vermutlich befand sich dort auch eine germanische Kultstätte, die zum Gaugericht Dingelstädt gehörte. Am Kerbschen Berg wurden 1906 zwei Reihengräber mit Waffenfunden aus dem 8. Jahrhundert gefunden, darunter ein Schwert vom Typ Immenstedt. Ob diese Funde mit der Burganlage zusammenhängen, kann nicht nachgewiesen werden. Für die Zeit vom 9. bis 10. Jahrhundert ist eine größere Volks- oder Fluchtburg nachweisbar, ein Abschnittswall trennt den Bergvorsprung vom Berghang ab. Zu dieser frühgeschichtlichen Burg hat wohl bereits eine Martinskirche gehört. 
Innerhalb dieses Abschnittes befindet sich ein kleinerer Rundwall mit etwa 110 Meter Durchmesser, der in die Zeit vom 9. bis zum 11. Jahrhundert entstanden ist. Möglicherweise ist der kleinere Rundwall zu späterer Zeit in die größere Anlage hinein gebaut worden. Erbaut wurde sie vermutlich von den Herren von Kirchberg, die vom 12. bis zum 15. Jahrhundert nachweisbar sind und auch auf der Burg Gleichenstein Burgmannssitze besaßen. Später kam die Gegend in den Besitz der Grafen von Gleichen und 1294 an das Erzbistum Mainz. Über mögliche feste Gebäude der Herrenburg gibt es keine Hinweise, mit der neuzeitlichen Erbauung des Franziskanerklosters sind diese nicht mehr nachweisbar.
Zur Burg gehörte noch das nördlich gelegen ehemalige Dorf Kirchberg und die Kerbsche Mühle an der Unstrut.
Wann die Burg und das Dorf aufgegeben wurde, ist nicht bekannt. Um 1800 waren noch Spuren von Befestigungsanlagen vorhanden.